# St. Mariä Empfängnis (Mariadorf)

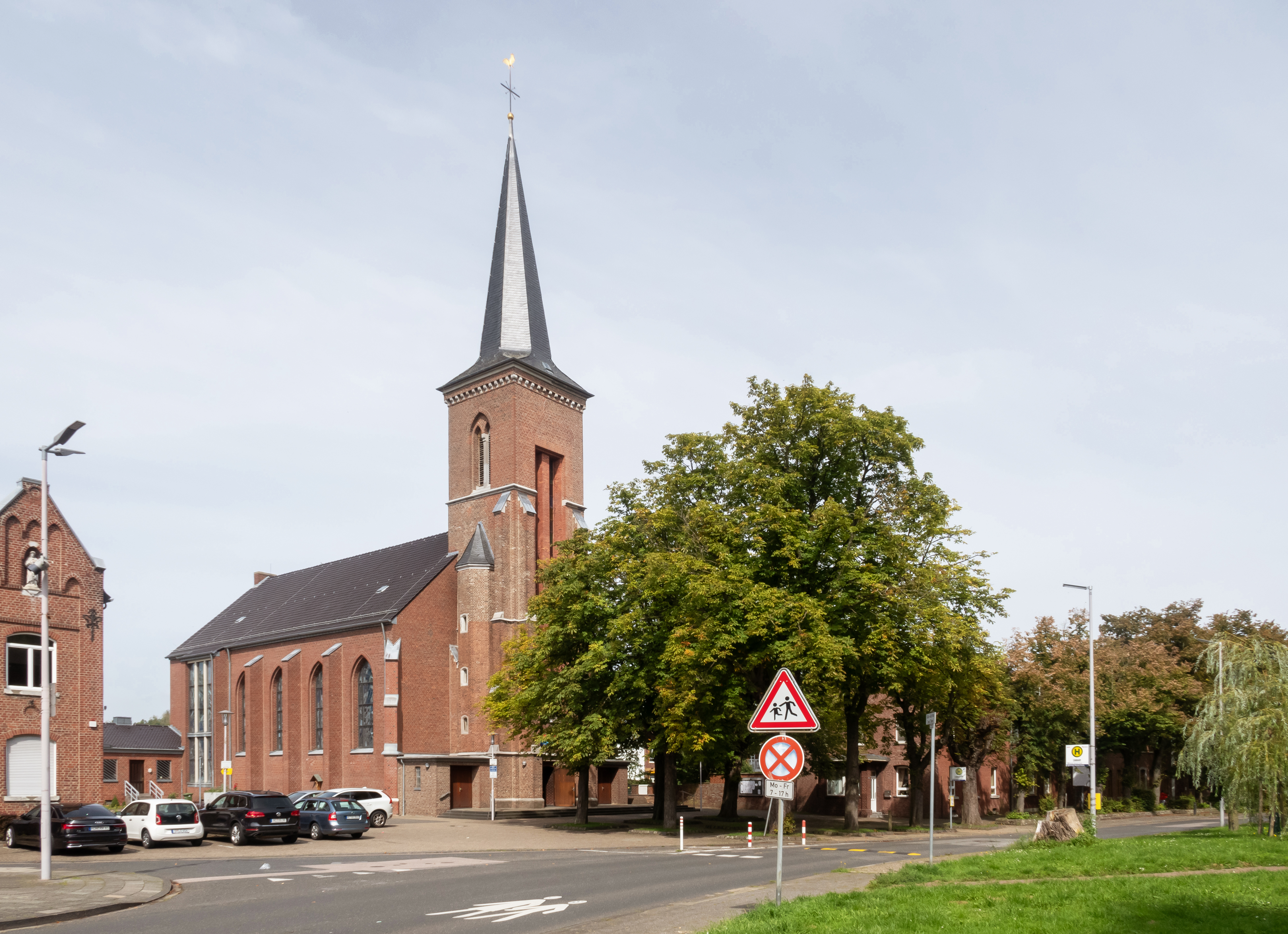
Pfarrkirche St. Mariä Empfängnis, Alsdorf-Mariadorf im April 2014

St. Mariä Empfängnis ist die römisch-katholische Pfarrkirche des Alsdorfer Stadtteils Mariadorf in der Städteregion Aachen in Nordrhein-Westfalen.
Die Kirche ist der Unbefleckten Empfängnis Mariens geweiht. Seit 2010 ist sie Pfarrkirche der neu gegründeten Großpfarre St. Johannes XXIII.

## Geschichte
Ursprünglich gab es am Standort der heutigen Pfarrkirche nie ein Kirchengebäude und auch keinen Ort namens Mariadorf. Lediglich zwei Bauernhöfe existierten auf dem heutigen Siedlungsgebiet von Mariadorf, die zur Pfarre St. Cornelius (Hoengen) zählten. Da 1848 auf diesem Gebiet der Steinkohlebergbau begann und viele Arbeiter Wohnraum benötigten, gründete man die Siedlung Mariagrube, die 1876 in Mariadorf umbenannt worden ist. Die Bewohner mussten zunächst noch zum Messbesuch ins benachbarte Hoengen gehen. Dies änderte sich erst in den Jahren 1868 bis 1869 mit dem Bau der Mariadorfer Kirche.
Der Grundstein zum Bau der heutigen Pfarrkirche wurde am 28. Juni 1868 durch den Hoengener Pfarrer Jost gelegt. Die Benediktion erfolgte bereits am 26. Dezember 1869 durch den Eschweiler Dechanten Decker. Am 6. April erhielt Mariadorf mit Vikar Schetter den ersten Rektor. 1891 wurde Mariadorf zur Kapellengemeinde mit eigener Vermögensverwaltung erhoben. Jedoch gehörte der Ort nach wie vor zur Pfarre Hoengen. Die Kirche besaß bis zur Pfarrerhebung den Status einer Filialkirche. Am 1. Dezember 1903 wurde Mariadorf schließlich komplett von der Mutterpfarre Hoengen losgelöst und zur eigenständigen Pfarrei erhoben.
Im Zweiten Weltkrieg wurde das Kirchengebäude sehr schwer beschädigt. Die Kreuzrippengewölbe und der Chor stürzten ein. Beim Wiederaufbau verzichtete man auf einen originalgetreuen Wiederaufbau der neugotischen Kirche. So wurde der Chor in den 1950er Jahren in modernen Formen wiederaufgebaut, die Gewölbe durch eine leicht gebogene Betondecke ersetzt und der Glockenturm an der Westseite mit einem Einschnitt versehen, der bis in das oberste Geschoss reicht. Auch das Maßwerk in den Fenstern wurde nicht wiederhergestellt. Trotzdem ist die ursprüngliche Architektur als einschiffige Saalkirche im Baustil der Neugotik erkennbar geblieben.
Zum 1. Januar 2010 wurde die 1903 gegründete Pfarre aufgelöst und mit den ebenfalls aufgelösten Pfarreien St. Barbara/Broicher Siedlung, St. Cornelius/Hoengen, St. Jakobus/Warden und St. Michael/Begau fusioniert. Obwohl St. Cornelius/Hoengen die älteste Pfarre und Mutterpfarre von drei der vier fusionierten Pfarren war, wurde die Mariadorfer Kirche zur Pfarrkirche der neuen Großpfarre bestimmt und nicht St. Cornelius in Hoengen.
Im 17. Februar 2016 musste die Kirche aufgrund von schweren Schäden im Dachstuhl geschlossen werden. Seitdem werden Sicherungsmaßnahmen durchgeführt und das gesamte Gebäude restauriert. Wann das Gotteshaus wieder für Gottesdienste genutzt werden kann, ist nicht bekannt.

## Ausstattung
Im Innenraum befindet sich eine moderne Ausstattung. Erwähnenswert sind die Buntglasfenster, die der Hinsbecker Glasmaler Johannes Beeck 1967 in abstrakten Formen entworfen hat.

## Glocken
| Nr. | Name    | Durchmesser (mm) | Masse (kg, ca.) | Schlagton (HT-1/16) | Gießer                                             | Gussjahr |
| 1   | Joseph  | 1.170            | 980             | f' -1               | Hans Hüesker, Fa. Petit & Gebr. Edelbrock, Gescher | 1951     |
| 2   | Hubert  | 965              | 600             | as' -1              | Hans Hüesker, Fa. Petit & Gebr. Edelbrock, Gescher | 1951     |
| 3   | Gerhard | 840              | 400             | b' -2               | Hans Hüesker, Fa. Petit & Gebr. Edelbrock, Gescher | 1951     |
| 4   | Xaver   | 755              | 290             | des" -8             | Hans Hüesker, Fa. Petit & Gebr. Edelbrock, Gescher | 1951     |

Motiv: Idealquartett